# 2013 في باكستان
فيما يلي قوائم الأحداث التي وقعت خلال عام 2013 في باكستان.

## أحداث
- 16 أبريل – زلزال سيستان وبلوتشستان 2013

## سياسة

### تعيين في المنصب
- 11 مايو – عمران خان عضو الجمعية الوطنية في باكستان.
- 5 يونيو – نواز شريف رئيس وزراء باكستان،وزير الدفاع [الإنجليزية]‏.
- 7 يونيو – شهيد خاقان عباسي Minister of Petroleum and Natural Resources ‏.
- 8 يونيو – شهباز شريف رئيس وزراء البنجاب [الإنجليزية]‏.
- 9 سبتمبر – ممنون حسين رئيس باكستان.

### انتهاء فترة المنصب
- 16 مارس – حنا رباني خار الوزير الاتحادي للشؤون الخارجية [الإنجليزية]‏،عضو الجمعية الوطنية في باكستان.
- 8 سبتمبر – آصف علي زرداري رئيس باكستان.
- 27 نوفمبر – نواز شريف وزير الدفاع [الإنجليزية]‏.
- 29 نوفمبر – أشفق برويز كياني رئيس أركان الجيش (باكستان).

## وفيات

### يناير
- 6 يناير – قاضي حسين أحمد (مواليد 1938) سياسي باكستاني.

### نوفمبر
- 1 نوفمبر – حكيم الله محسود (مواليد 1979) جندي باكستاني.